# The Martinis
The Martinis são uma banda de rock formada em Los Angeles, Califórnia em 1993. A banda consiste no guitarrista dos Pixies Joey Santiago e a sua mulher Linda Mallari. Eles lançaram um álbum através das gravadoras Cooking Vinyl, Artist Direct e Distracted/BMG. A sua canção "Free" foi incluída no filme Empire Records, bem como na sua banda sonora.

## Discografia
- The Smitten Sessions EP (6 de Abril de 2004) - lançado pela Distracted Records, e inclui o baterista dos Pixies, Dave Lovering, na faixa 5.
- Smitten (4 de Maio 2004) - lançado pela Cooking Vinyl